# Tổ chức khu vực

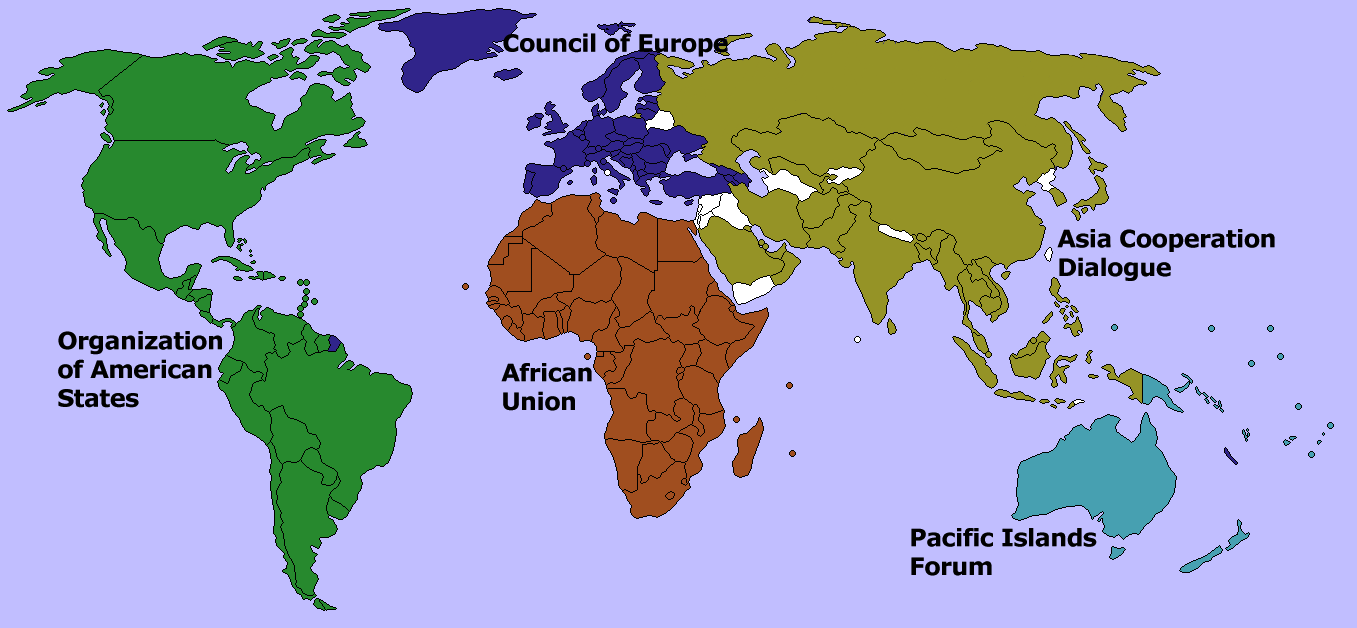
Các tổ chức khu vực bao gồm hầu hết tất cả các quốc gia trong các lục địa tương ứng của họ. Lưu ý rằng Nga và Thổ Nhĩ Kỳ là thành viên của cả Hội đồng Châu Âu (CoE) và Đối thoại Hợp tác châu Á (ACD). Xem thêm: tổ chức quốc tế.

Một số tổ chức khu vực nhỏ hơn có các thành viên không chồng chéo.

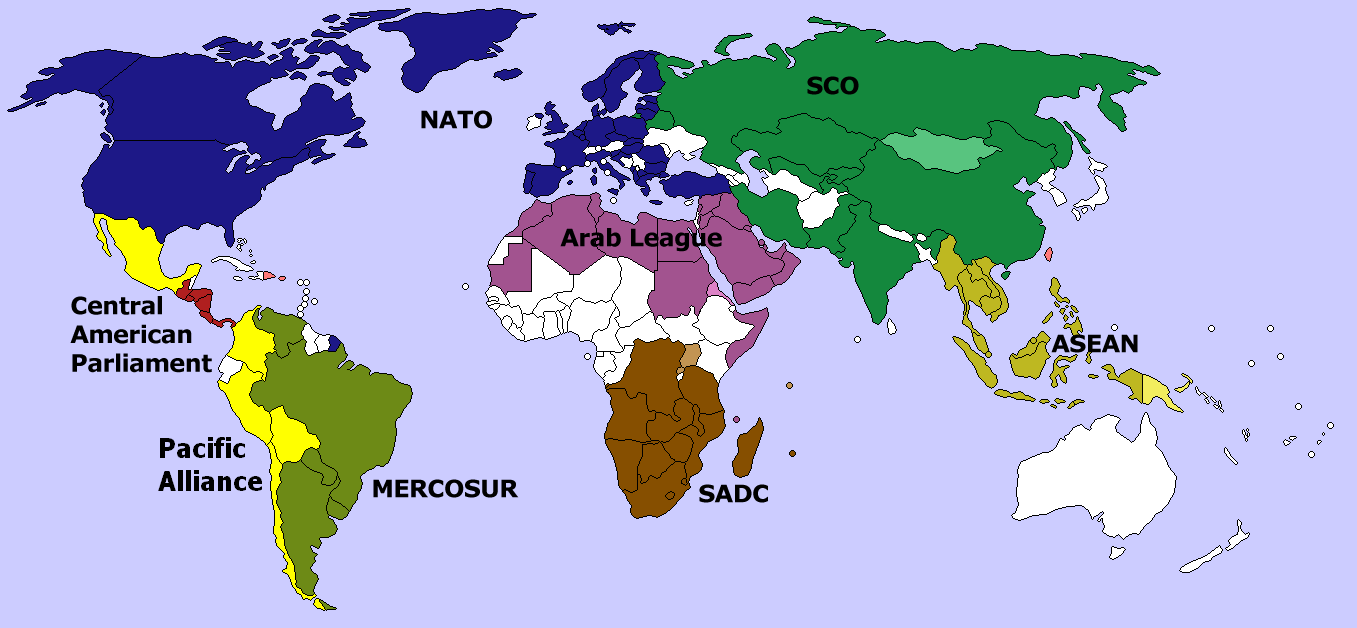
Một số liên minh lớn không chồng chéo. Màu phấn tiên biểu thị quan sát viên / liên kết hoặc quốc gia ứng cử viên.

Tổ chức khu vực, theo một nghĩa nào đó, là các tổ chức quốc tế, vì chúng kết hợp tư cách thành viên quốc tế và bao gồm các thực thể địa chính trị hoạt động vượt qua một quốc gia đơn lẻ. Tuy nhiên, tư cách thành viên của họ được đặc trưng bởi các ranh giới và ranh giới đặc trưng cho một khu vực địa lý xác định và duy nhất, chẳng hạn như các lục địa, hoặc địa chính trị, chẳng hạn như các khối kinh tế. Các tổ chức này được thành lập để thúc đẩy hợp tác và hội nhập kinh tế và chính trị hoặc đối thoại giữa các quốc gia hoặc thực thể trong một ranh giới địa lý hoặc địa chính trị hạn chế. Cả hai đều phản ánh các mô hình phát triển và lịch sử chung đã được thúc đẩy kể từ khi Thế chiến II kết thúc cũng như sự phân mảnh vốn có trong toàn cầu hóa, đó là lý do tại sao các đặc điểm thể chế của chúng thay đổi từ hợp tác lỏng lẻo đến hội nhập khu vực chính thức. Hầu hết các tổ chức khu vực có xu hướng làm việc cùng với các tổ chức đa phương được thành lập tốt như Liên Hợp Quốc. Trong nhiều trường hợp, một tổ chức khu vực được gọi đơn giản là một tổ chức quốc tế, trong nhiều trường hợp khác, việc sử dụng thuật ngữ tổ chức khu vực là hợp lý để nhấn mạnh phạm vi hạn chế hơn của các thành viên.
Ví dụ về các tổ chức khu vực bao gồm Liên minh Châu Phi (AU), Hiệp hội các quốc gia Đông Nam Á (ASEAN), Liên đoàn Ả Rập (AL), Cộng đồng Caribe (CARICOM), Hội đồng Châu Âu (CoE), Liên minh Kinh tế Á-Âu (EAEU), Liên minh châu Âu (EU), Hiệp hội hợp tác khu vực Nam Á (SAARC), Tổ chức tư vấn pháp lý Á-Phi (AALCO), Liên minh Địa Trung Hải (UfM), Liên minh các quốc gia Nam Mỹ (USAN) và các tổ chức khác.